# Ford Madox Brown

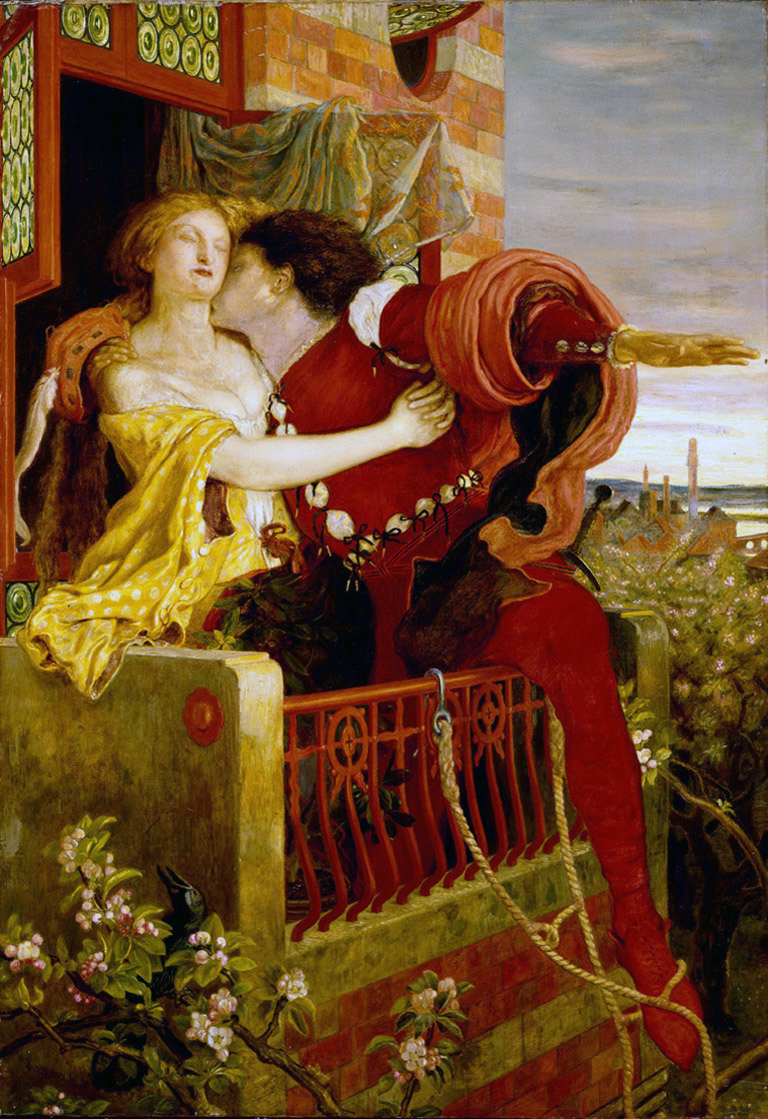
Romeo i Julia

Ford Madox Brown (ur. 16 kwietnia 1821 w Calais, zm. 6 października 1893 w Londynie) – angielski malarz, blisko związany z Bractwem prerafaelitów. Był teściem Williama Michaela Rossettiego.

## Życiorys
Urodził się w rodzinie płatnika okrętowego osiadłego w Calais, był wielkim indywidualistą, przeciwnikiem Royal Academy.
W czasie wędrówek po Europie kształcił się w Antwerpii u barona Gustave´a Wappersa, znanego malarza historycznego oraz w akademiach Paryża i Rzymu. Właśnie w Wiecznym Mieście zetknął się z grupą niemieckich artystów romantycznych, którzy postanowili zerwać z tradycją i powrócić do „pierwotnej świeżości” postrzegania.
W czasie pobytu w Rzymie w latach 1845–1846 Brown poznał dawne malarstwo włoskie i zetknął się z twórczością grupy nazareńczyków. W 1846 po śmierci żony przeniósł się do Anglii, gdzie wziął udział – zresztą bez powodzenia – w konkursie na freski do gmachu londyńskiego parlamentu, właśnie odbudowanego po pożarze. Około 1849 poznał Rossettiego, któremu udzielał lekcji. Później nawiązał kontakt z innymi prerafaelitami, Huntem i Millais’m. Według krytyków sztuki, Brown dzieląc się wiedzą zdobytą w Rzymie ukształtował ich artystyczny styl.
Artysta do końca życia pozostał w Anglii śledząc rozwój twórczości prerafaelitów. Tworzył obrazy, freski i witraże, z reguły o tematyce religijnej i historycznej. Poruszał też często tematykę społeczną m.in. namalował Ostatnie spojrzenie na Anglię, obraz poświęcony emigracji zarobkowej. Pomimo licznych zamówień nie cieszył się uznaniem krytyki, która zarzucała mu sztuczność i nadmierny patos. Ostatnie 10 lat życia wykonywał freski dla magistratu w Manchesterze.

## Wybrane prace
- Jesienne angielskie popołudnie, 1852–1854, Birmingham Museums and Art Gallery,
- Ostatnie spojrzenie na Anglię, 1855, Birmingham Museums and Art Gallery,
- Praca, 1852–1865, City Art Galleries, Manchester,
- Haidee znajduje ciało Don Juana, 1870–1873, Musée d’Orsay,
- Jezus obmywa nogi Piotrowi, 1852–1856, Tate Britain,
- Crabtree obserwujący przejście Wenus A.D. 1639, 1903, Manchester Town Hall.